# 塔马兰瀑布

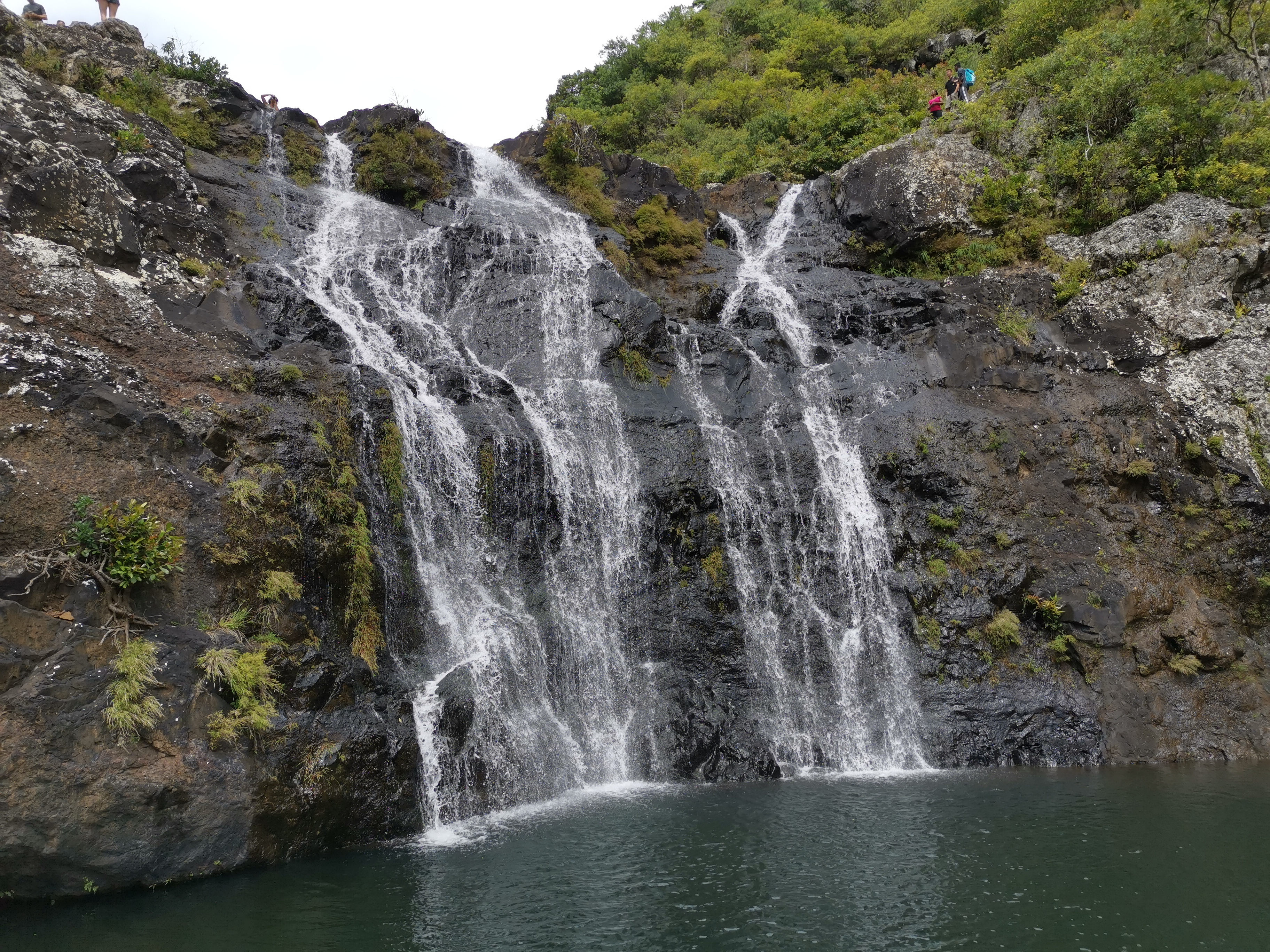
塔马兰瀑布

塔马兰瀑布（英語：Tamarind Falls）是非洲岛国毛里求斯的一处景区，为塔马兰河上的七个瀑布，在瓦科阿水库西北两公里处，位于岛中心的居爾皮普市西南方向约8公里处的黑河峡谷的边缘。